# Étienne Duboys Fresney
Pour les articles homonymes, voir Duboys-Fresney.
Étienne Duboys Fresney est un général et homme politique français né le 15 août 1808 à Laval (Mayenne) et décédé le 9 octobre 1893 à Laval.

## Biographie
Il est le fils d'Étienne Duboys Fresney et de Marie Guitet de la Houllerie. Son père est à sa naissance chef de bataillon dans le corps du Génie. Il terminera sa carrière au grade de colonel, après avoir participé à toutes les campagnes de la Révolution et de l'Empire.
Il est élève de l'École polytechnique en 1825 contrairement à son frère cadet Joseph Duboys-Fresney impliqué dans l' « affaire des poudres », qui a été député de la Mayenne de 1848 à 1849.
Il commence une carrière militaire d'officier du génie qui le mènera au grade de général de brigade. Il est notamment commandant des fortifications de Metz et commandant en second de l'École polytechnique. Il est lieutenant en 1831, chef de bataillon en 1849, lieutenant-colonel en 1859, puis général de brigade le 31 juillet 1867. Il entre dans la réserve en 1870.
Aux Élections législatives de 1842, il est élu député sous l'étiquette républicaine, il est député de la Mayenne de 1842 à 1846, siégeant dans l'opposition de gauche. 
Il retrouve un siège de député en juillet 1871, aux élections complémentaires, après avoir été battu une première fois aux Élections législatives en février 1871. Il siège au centre gauche. Il est sénateur républicain de la Mayenne aux Élections sénatoriales de 1876 et aux Élections sénatoriales de 1879. Il est aussi président du conseil général de la Mayenne.
Il est le père d’Étienne Albert Duboys Fresney, sénateur de la Mayenne.
Il est chevalier de la Légion d'Honneur en 1845, et grand officier de la Légion d'Honneur en 1874.

## Sources
- A. F. (8 p. in-8), Notice sur le général Duboys Fresney.
- « Étienne Duboys Fresney », dans Adolphe Robert et Gaston Cougny, Dictionnaire des parlementaires français, Edgar Bourloton, 1889-1891 [détail de l’édition] Sycomore
- « Étienne Duboys Fresney », dans le Dictionnaire des parlementaires français (1889-1940), sous la direction de Jean Jolly, PUF, 1960 [détail de l’édition]
- « Étienne Duboys Fresney », dans Alphonse-Victor Angot et Ferdinand Gaugain, Dictionnaire historique, topographique et biographique de la Mayenne, Laval, A. Goupil, 1900-1910 [détail des éditions] (BNF 34106789, présentation en ligne)